# Oldsum
Oldsum (Fering: Olersem) là một đô thị trên đảo Föhr thuộc huyện Nordfriesland, bang Schleswig-Holstein, Đức.